# ناروو (أسطورة)
ناروو (بالإنجليزية: Ngaru)‏ بطل عظيم في الميثولوجيا البولينيزية. تحدى ملك القرش تومویتریتوكا أن يمسكه، ولكن القرش لم يستطع أن يمسك به لأنه ابتكر لوح العوم الموجي. تزوج من تونغاتي ولكن حين نظرت إليه أصيبت بصدمة فولت هاربة. كان ناروو أسود ودون شعر أبدا. ذهب إلى حفرة كلسية حيث بيض نفسه. وبناء على طلب جده موکو Moko منحه الرب تانغاروا Tangaroa خصلات متموجة جميلة. وعندما حضر أمام تونغاتي الجميلة وقعت في حبه على الفور.